# Muang Mahaxai
Muang Mahaxai är ett distrikt i Laos.   Det ligger i provinsen Khammuan, i den centrala delen av landet, 300 km öster om huvudstaden Vientiane.